# Diether von Boehm-Bezing
Diether von Boehm-Bezing, nemški general, * 9. november 1880, Lüben, † 30. november 1974, Ebenhausen.